# Frederick A. Ober
Frederick A. Ober est un naturaliste et écrivain américain né le 13 février 1849 à Beverly au Massachusetts et décédé le 31 mai 1913 à Hackensack au New Jersey.

## Biographie
Frederick A. Ober naît le 13 février 1849 à Beverly au Massachusetts. Il suit un parcours scolaire classique. Alors encore enfant, il manifeste un penchant pour l'histoire naturelle : il répertorie presque tous les oiseaux de la Nouvelle-Angleterre et note leurs habitudes. Entre 1862 et 1866 il travaille en tant que cordonnier. Par la suite, il fréquente le Université agricole du Massachusetts mais en raison de manque de fonds, il est contraint de la quitter après une courte période. Il travaille alors comme employé dans une pharmacie et encore comme cordonnier. 
En 1872, il abandonne ses activités commerciales pour chasser en Floride. En 1874, il effectue un deuxième voyage, explorant avec succès le lac Okeechobee et publiant dans des périodiques une description du lac et de ses rives. Entre 1876 et 1878, il fait des relevés ornithologiques dans les Petites Antilles où il découvre vingt-deux nouveaux taxons d'oiseaux. Deux de ceux-ci, le tyran janeau et l'oriole de Montserrat sont nommés en son honneur par son collègue George Newbold Lawrence.
En 1881, pris par le désir de voir les vestiges de la première civilisation américaine, il voyage à travers le Mexique où il écrit de nombreux ouvrages. À son retour de diverses explorations, il prépare les récits de ses voyages à la demande de sociétés scientifiques, puis une série de conférences populaires, illustrées de photographies projetées par la lanterne magique. Ses conférences, initialement prononcées devant l'Institut Lowell à Boston, comprennent « Mexico, historique et picturale », « Les Anciennes Cités du Mexique », « Les Indiens du Mexique », « Aventures dans les Antilles », et « À travers la Floride, avec un fusil et une caméra ».
Frederick A. Ober est élu membre de l'American Antiquarian Society en 1893.
Il meurt le 31 mai 1913 dans sa maison à Hackensack au New Jersey. Il fait partie des fondateurs du Explorers Club en 1904.

## Principales œuvres
Pendant sa carrière de plus de 30 ans, il écrit une quarantaine d'ouvrages, principalement des livres d'aventures mais aussi des ouvrages ornithologiques et des biographies sur Amerigo Vespucci, Hernán Cortés et Israel Putnam.
- (en) Camps in the Caribbees: The Adventures of a Naturalist in the Lesser Antilles, 1880.
- (en) Frederick A. Ober et John Cacique, The Silver City, 1883.
- (en) Travels in Mexico and Life among the Mexicans, 1884.
- (en) A Boy's Adventures in the West Indies, 1888.
- (en) Josephine, empress of the French, 1895.
- (en) Under the Cuban Flag: Or, The Cacique's Treasure, 1897.
- (en) Crusoe's Island: A Bird-hunter's Story, 1898.
- (en) The Storied West Indies, 1900.
- (en) The Last of the Arawaks: A Story of Adventure on the Island of San Domingo, 1901.
- (en) The Navy Boys' Cruise with Columbus or The Adventures of Two Boys Who Sailed with the Grat Admiral in His Discovery of America, 1903.
- (en) Our West Indian Neighbors: The Islands of the Caribbean Sea, "America's Mediterranean": Their Picturesque Features, Fascinating History, and Attractions for the Traveller, Nature-Lover, Settler and Pleasure Seeker, 1904.
- (en) "Old Put" the Patriot, 1904.
- (en) Hernando Cortés, Conqueror of Mexico, 1905.
- (en) Vasco Núñez de Balboa, 1906.
- (en) Pizarro and the Conquest of Peru, 1906.
- (en) Ferdinand de Soto and the Invasion of Florida, 1906.
- (en) Heroes of American History: Amerigo Vespucci, 1907.
- (en) A Guide to the West Indies and Bermudas: With Maps and Many Illustrations, 1908.
- (en) Mexico, Central America, and West Indies, 1910.
- (en) A Child's History of Spain, 1912.